# Wyspa Księcia Walii (Archipelag Arktyczny)
Wyspa Księcia Walii (ang. Prince of Wales Island, fr. Île du Prince-de-Galles) – wyspa w Kanadzie, położona na Oceanie Arktycznym, w Archipelagu Arktycznym. Administracyjnie należy do regionów Kitikmeot i Qikiqtaaluk, stanowiących część Nunavutu. Pozostaje niezamieszkana.
Jej długość wynosi 310 km, a szerokość waha się w przedziale 65–210 km. Powierzchnia wynosi 33 339 km². Jest ósmą pod względem powierzchni wyspą archipelagu. Jej północna część jest pagórkowata; maksymalna wysokość bezwzględna wynosi 415 m n.p.m. Reszta wyspy jest łagodnie pofałdowana. Na zachodzie wyspę od Wyspy Wiktorii oddziela Kanał McClintocka, a na wschodzie od wyspy Somerset cieśniną Peel Sound. Na zachodzie wyspy znajduje się zatoka Ommanney Bay, a na wschodzie Browne Bay.
Jest zbudowana ze skał osadowych.
Została odkryta w 1851 roku przez wyprawę pod dowództwem Leopolda McClintocka, poszukującej zaginionej ekspedycji Johna Franklina.